# Tauer (Gemeinde Matrei in Osttirol)
Tauer ist eine Fraktion der Gemeinde Matrei in Osttirol. Die Ortschaft liegt im hinteren Tauerntal und wird 2024 von 5 Menschen bewohnt. Damit ist Tauer die bevölkerungsmäßig kleinste Fraktion von Matrei.

## Geographie
Tauer ist die nördlichste Fraktion der Gemeinde Matrei. Sie liegt in der Katastralgemeinde Matrei in Osttirol Land und erstreckt sich über den Nordteil des Iseltales und das Gschlößtal. Zu Tauer zählen unter anderem das Matreier Tauernhaus (1.511 Meter Höhe) mit der Kapelle zum Heiligen Bartholomäus, die Schildalm aber auch die Neue Prager Hütte. Tauer ist mit den übrigen Teilen der Gemeinde über die Felbertauernstraße verbunden.

## Bauwerke
Die Schildalm besteht aus drei Gebäudegruppen mit insgesamt zwölf Almhütten, die als zweigeschoßige Block- und Ständerbohlenbauten ausgeführt wurden. Sie verfügen über Bruchsteinfundamente sowie schindelgedeckte Satteldächer, wobei die ältesten der Objekte aus dem Zeitraum von 1681 bis 1868 datieren. Das Matreier Tauernhaus wurde urkundlich erstmals 1448 erwähnt und diente lange Zeit als Herberge für die Reisenden über den Felbertauern. Zum Tauernhaus gehören auch eine Almsiedlung und die Kapelle zum heiligen Bartholomäus, deren heutige Gestalt aus der Zeit um 1840 stammt.